# Stenogyne calycosa
Stenogyne calycosa är en kransblommig växtart som beskrevs av Earl Edward Sherff. Stenogyne calycosa ingår i släktet Stenogyne och familjen kransblommiga växter. Inga underarter finns listade i Catalogue of Life.

## Bildgalleri

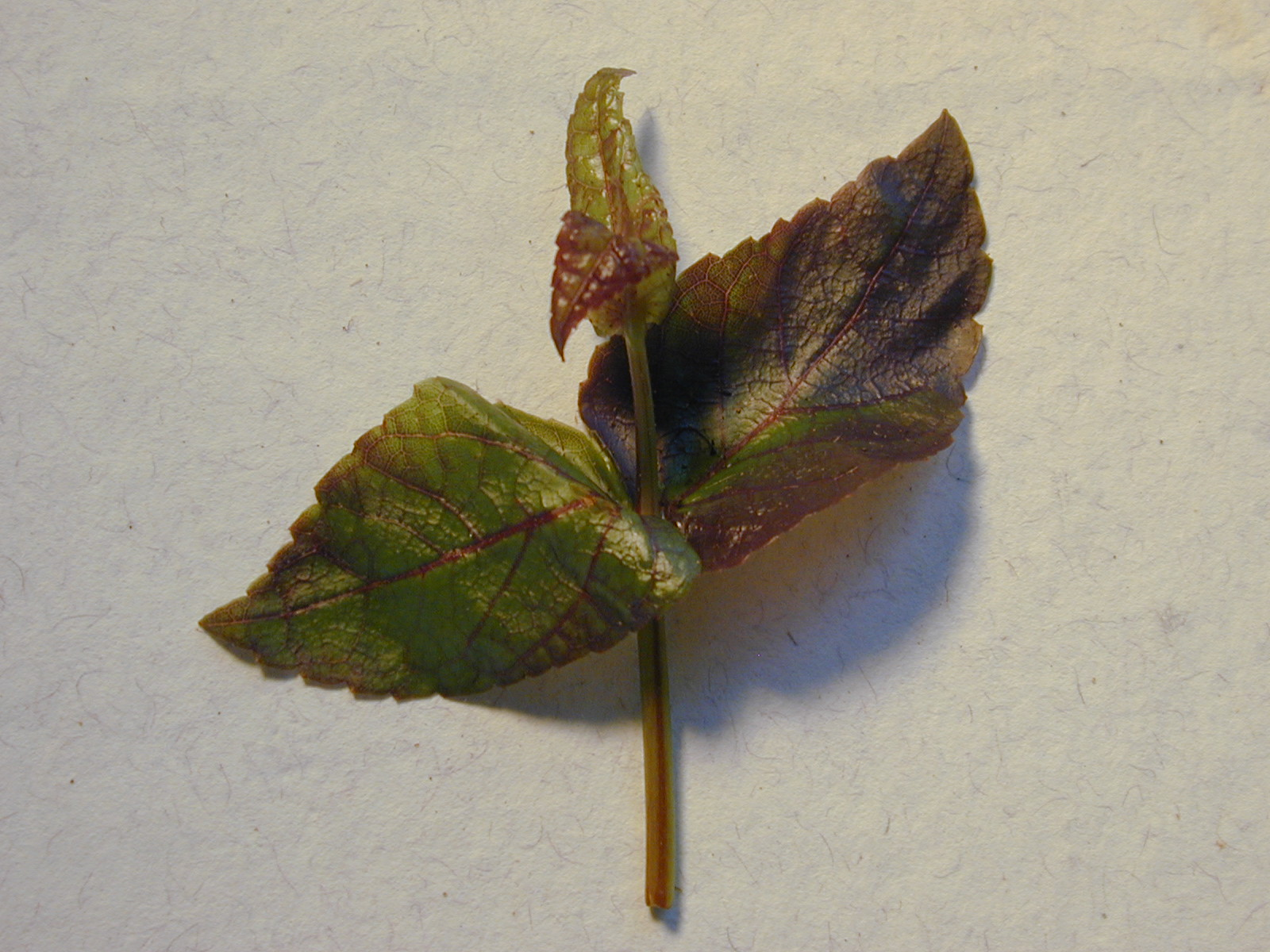
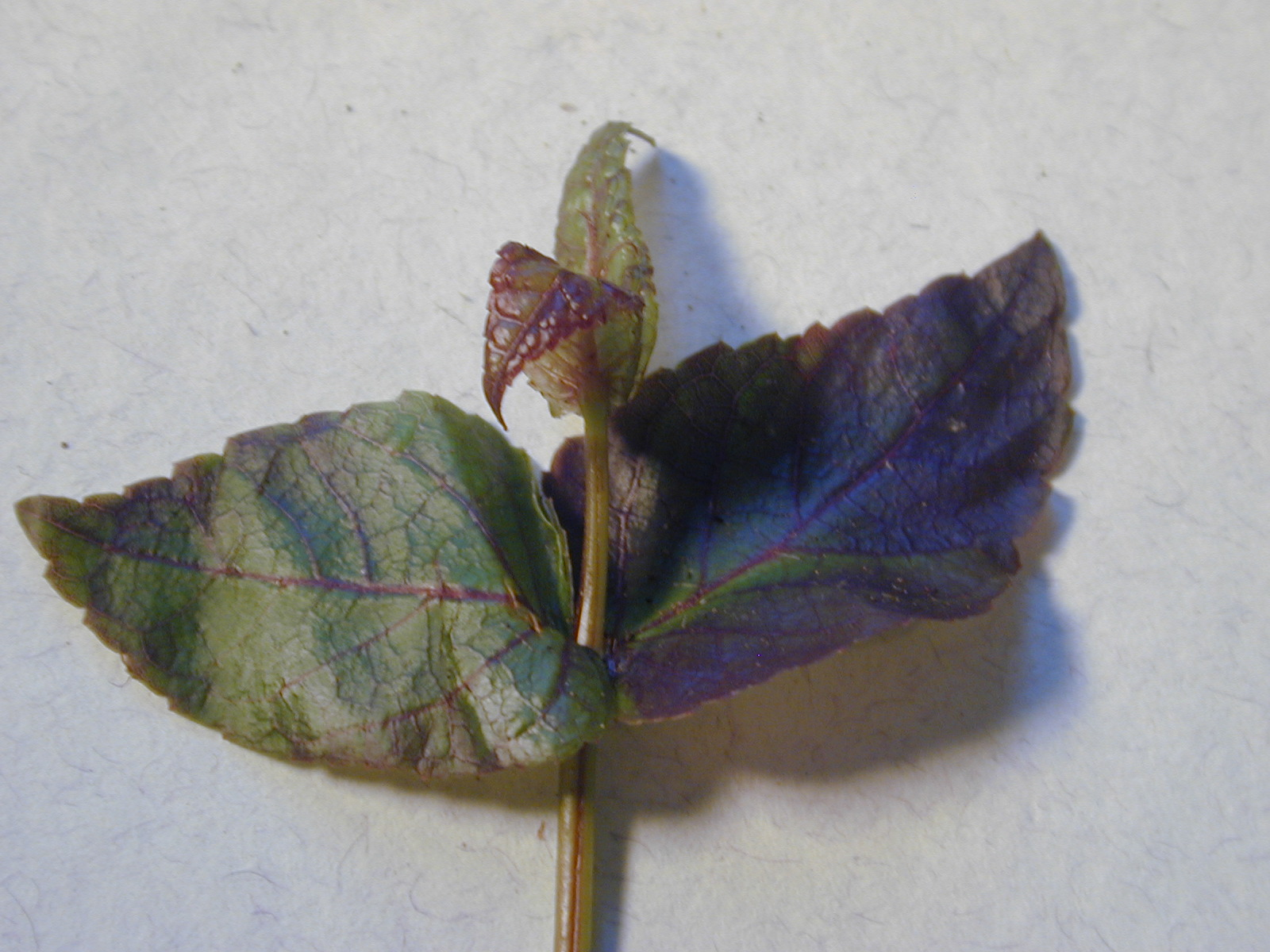
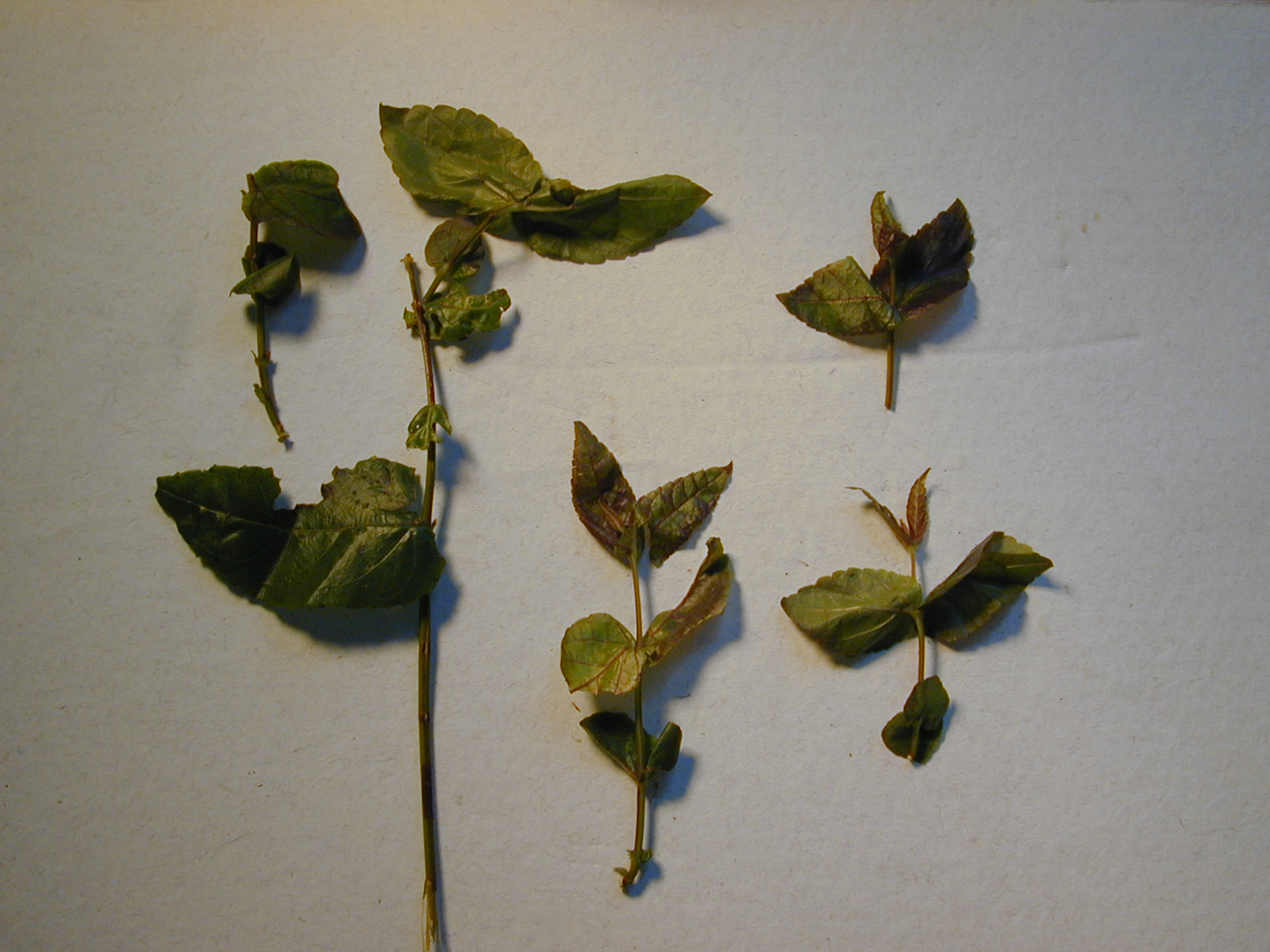
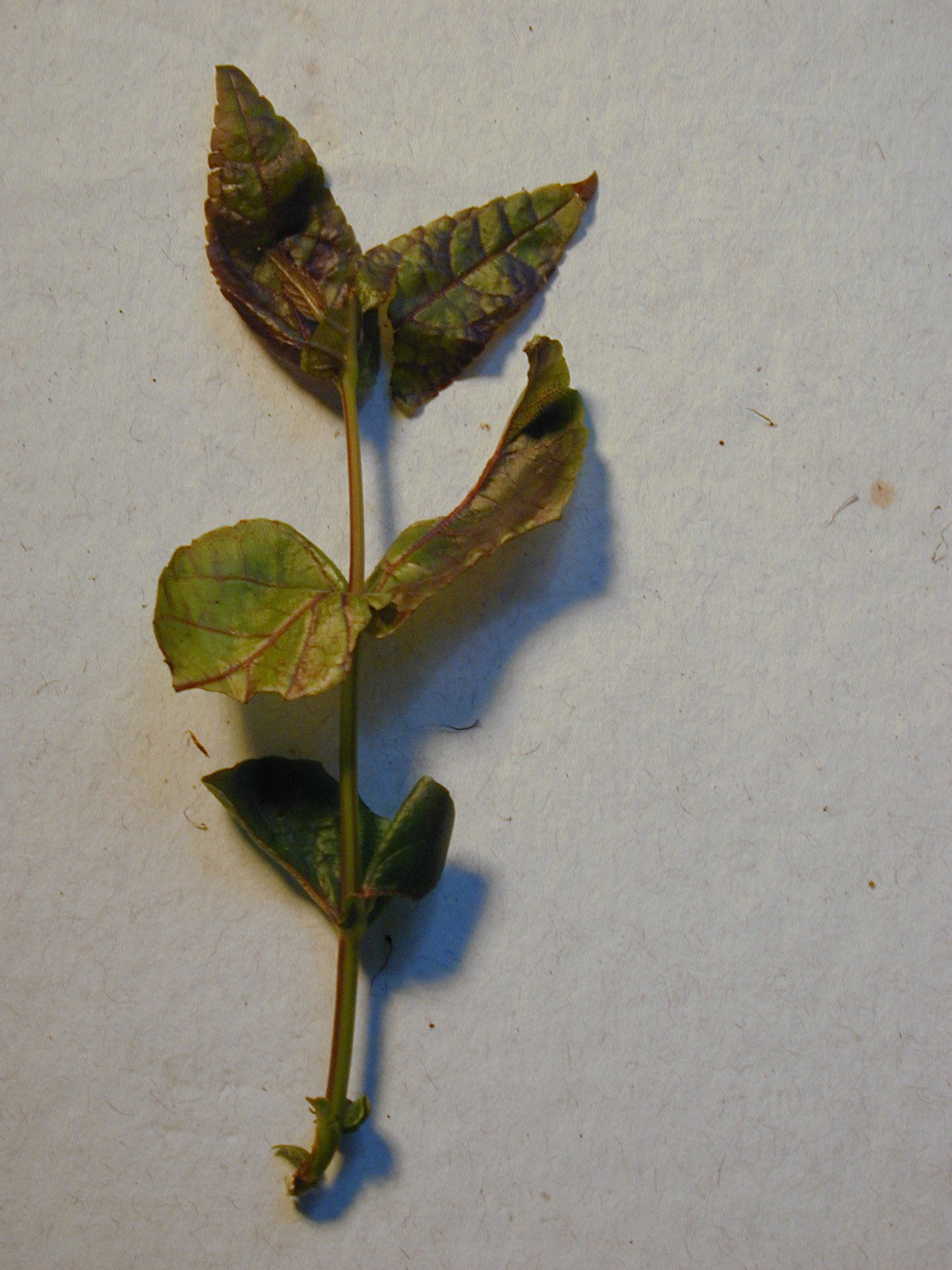